# Amt Camburg
Das Amt Camburg war eine territoriale Verwaltungseinheit der Ernestinischen Herzogtümer. Das Amt gehörte von 1485 bis 1547 den Albertinern, danach den Ernestinern. Von 1572 bis 1603 gehörte es zum Herzogtum Sachsen-Weimar, ab 1603 zum Herzogtum Sachsen-Altenburg, ab 1672 zum Herzogtum Sachsen-Gotha-Altenburg, von 1680 bis 1707 zum Herzogtum Sachsen-Eisenberg, danach wieder zu Sachsen-Gotha-Altenburg und seit 1826 als Exklave zum Herzogtum Sachsen-Meiningen.
Bis zur Verwaltungs- und Gebietsreform des Herzogtums Sachsen-Meiningen im Jahr 1829 und der damit verbundenen Auflösung bildete das Amt den räumlichen Bezugspunkt für die Einforderung landesherrlicher Abgaben und Frondienste, für Polizei, Rechtsprechung und Heeresfolge.

## Geographische Lage
Das Amt Camburg lag im Tal der mittleren Saale. Die Amtsorte westlich des Flusses lagen auf der Ilm-Saale-Platte, die nordöstlichen Orte lagen auf der Molauer Platte. Das Amt hatte mit Ober- und Unterneusulza an der Ilm und Vierzehnheiligen nordwestlich von Jena zwei Exklaven. Die zum Kurfürstentum / Königreich Sachsen bzw. ab 1815 zu Preußen gehörigen Orte Abtlöbnitz und Mollschütz bildeten eine Enklave im Amtsgebiet.
Durch das ehemalige Amtsgebiet verläuft heute die Grenze zwischen dem Freistaat Thüringen und dem Land Sachsen-Anhalt. Der Westen des ehemaligen Amts gehört heute zum thüringischen Landkreis Weimarer Land, der Südosten zum thüringischen Saale-Holzland-Kreis. Die nordöstlichen Orte gehören zum sachsen-anhaltischen Burgenlandkreis. Die ehemalige Exklave Vierzehnheiligen ist Ortsteil der kreisfreien Stadt Jena in Thüringen.

## Angrenzende Verwaltungseinheiten
Situation bis zum Wiener Kongress 1815
Folgende Ämter grenzten bis 1815 an das Amt Camburg:
- Nordwesten: Amt Roßla (1572 zum Herzogtum Sachsen-Weimar, 1603 zum Herzogtum Sachsen-Altenburg, 1672 zu Sachsen-Weimar, ab 1741 zum Herzogtum Sachsen-Weimar-Eisenach)
- Norden und Westen: Teile der Ämter Naumburg, Tautenburg, Pforta und Eckartsberga (Kurfürstentum Sachsen, ab 1806 Königreich Sachsen)
- Osten: Kreisamt Eisenberg (Nordteil) (1572 zum Herzogtum Sachsen-Weimar, 1603 zum Herzogtum Sachsen-Altenburg, 1672–1680 und ab 1707 zum Herzogtum Sachsen-Gotha-Altenburg, 1680–1707 zum Herzogtum Sachsen-Eisenberg)
- Südosten: Amt Tautenburg (Kurfürstentum Sachsen, ab 1806 Königreich Sachsen)
- Südwesten: Amt Dornburg (1572 zum Herzogtum Sachsen-Weimar, 1603 zum Herzogtum Sachsen-Altenburg, 1672 zum Herzogtum Sachsen-Jena, 1690 zum Herzogtum Sachsen-Weimar, ab 1741 zum Herzogtum Sachsen-Weimar-Eisenach)

Im Amt lag mit Abtlöbnitz (Amt Naumburg) und Mollschütz (Amt Tautenburg) eine zum Kurfürstentum bzw. Königreich Sachsen gehörige Enklave. Die Exklave Neusulza lag bei Sulza an der Ilm zwischen dem sachsen-weimarischen Amt Roßla und Kursachsen. Die Exklave Vierzehnheiligen lag nordöstlich von Jena zwischen den sachsen-weimarischen Ämtern Jena, Dornburg und Kapellendorf.
Situation nach dem Wiener Kongress 1815 bis zur Vergrößerung des Amts 1826
Nach dem Wiener Kongress 1815 grenzte Amt Camburg (ohne Exklaven) an folgende Verwaltungseinheiten:
- Norden: Landkreise Eckartsberga und Naumburg  (Königreich Preußen, Provinz Sachsen)
- Osten: Kreisamt Eisenberg (Nordteil) (Herzogtum Sachsen-Gotha-Altenburg)
- Südosten: Amt Bürgel mit Tautenburg (Großherzogtum Sachsen-Weimar-Eisenach)
- Südwesten und Westen: Amt Dornburg (Großherzogtum Sachsen-Weimar-Eisenach)

Die Enklave Abtlöbnitz und Mollschütz gehörten nach 1815 zum preußischen Landkreis Naumburg.
Nachdem das Amt Camburg 1826 mit dem östlich angrenzenden Nordteil des Kreisamts Eisenberg an das Herzogtum Sachsen-Meiningen kam, grenzte das erweiterte Amt im Osten an den preußischen Landkreis Weißenfels.

## Geschichte

### Pflege Camburg
In der zweiten Hälfte des 11. Jahrhunderts nahm eine Nebenlinie der Wettiner in Camburg ihren Sitz, nachdem diese von ihrer Stammburg aus saaleaufwärts schon in der Nähe von Weißenfels Fuß gefasst hatte. Nach 1088 wurde ein Wilhelm als Graf von Camburg urkundlich erwähnt. Er zählte zu den Stifterfiguren des Naumburger Doms. Wilhelm von Camburg war der mittlere Sohn des Grafen Gero von Brehna (* um 1020; † nach 1089) und Bruder des zum Bischof von Naumburg erhobenen Günther I. von Wettin († 1090, reg. 1079–1090). Mit Wilhelm starb die Linie bereits vor 1116 im Mannesstamm aus und die Grafschaft Camburg fiel an den wettinischen Markgrafen von Meißen, Konrad den Großen (reg. 1123–1156).
Dem Schutz und der Kontrolle des Übergangs zweier kreuzender Handelsstraßen über die Saale diente die 1166 erstmals urkundlich erwähnte Burg Camburg. Für die Markgrafen von Meißen aus dem Haus Wettin war sie als Stützpunkt gegenüber den ludowingischen Landgrafen von Thüringen von großer Bedeutung. Die Wettiner ließen die Burg durch Ministeriale verwalten, die der Familie eines Gerhards von Camburg angehörten. Von 1133 bis 1190 wurden in Urkunden des Bischofs von Naumburg auch Vertreter eines edelfreien Geschlechts erwähnt, das sich ebenfalls nach Camburg benannte.
Da Camburg offenbar eine zentrale Funktion für den südwestlichen Teil ihres Herrschaftsbereichs zugedacht war, bemühten sich die Wettiner um den Ausbau der Burgsiedlung, die dort bereits 1149 rechts der Saale bestand. Zwischen dem 12. und dem 14. Jahrhundert wurde die Burg Camburg mehrmals belagert und zerstört. Außerdem wechselte sie mehrmals ihren Besitzer. Die Adelsfamilie Münch erscheint erstmals urkundlich am 2. Juni 1311 mit Bernardus Monachus de Camburg als Besitzer der Herrschaft Camburg. Die Marktsiedlung Camburg wurde 1349 als oppidum genannt.

### Das Amt Camburg
Zur ursprünglichen Pflege Camburg gehörten im 11./12. Jahrhundert nur wenige Orte des späteren Amts Camburg, dafür z. B. auch die Stadt Eisenberg mit ihrer Umgebung. Bis zur Schaffung eines wettinischen Amtes war die Besitzstruktur der Gegend um Camburg sehr differenziert (Reichsbesitz, Edelfreie, markgräfliche Ministeriale, geistige Herren). Die Stadt Camburg samt der dazugehörigen Pflege wurde mehrere Jahrhunderte durch Pfandinhaber verwaltet. 1404 trat mit Nicol Puster erstmals ein Amtmann auf, der allerdings in Dornburg saß. Die wettinischen Ämter Camburg und Dornburg wurden seitdem bis ins 17. Jahrhundert gemeinsam verwaltet. Die Burg Camburg wurde 1439 an die Vitzthume verkauft und im sächsischen Bruderkrieg 1450 durch den sächsischen Kurfürsten Friedrich II. den Sanftmütigen (1412–1464) bis auf den Bergfried völlig zerstört.
Nach mehrfachen, vorläufigen Teilungen unter den Wettinern kam es 1485 durch die Leipziger Teilung zur endgültigen Trennung in die albertinische und die ernestinische Linie, bei der die Ämter Dornburg und Camburg an die Albertiner kamen. Ein geschlossenes Camburger Amtsgebiet findet man erst nach der Einführung der Reformation (1539) vor. Die sächsische Erbprinzessin Elisabeth von Rochlitz (1502–1557), geborene Landgräfin von Hessen, erhielt 1543 die albertinischen Ämter Dornburg und Camburg, nachdem sie auf ihr 1537 zugeteiltes Wittum (Ämter Rochlitz und Kriebstein) verzichtete.
Nach der Wittenberger Kapitulation wurden die Ämter Dornburg und Camburg 1547 den Ernestinern übergeben. Bei der Erfurter Teilung 1572 kamen sie an das Herzogtum Sachsen-Weimar und bei dessen Teilung 1603 an das Herzogtum Sachsen-Altenburg. Nachdem die ältere Linie Sachsen-Altenburg im Jahr 1672 ausstarb, wurde das Amt Dornburg bei der nun erfolgten Landesteilung dem Herzogtum Sachsen-Weimar zugeteilt. Das Amt Camburg kam hingegen an das Herzogtum Sachsen-Gotha, welches sich seitdem Sachsen-Gotha-Altenburg nannte.
Bereits 1680 wurde das Gebiet des Herzogtums Sachsen-Gotha-Altenburg im Gothaer Hauptrezess auf sieben Herzogtümer aufgeteilt, wodurch das Amt Camburg seitdem zum Herzogtum Sachsen-Eisenberg gehörte. Da diese herzogliche Linie aber bereits 1707 wieder ausstarb, fiel sein Territorium an Sachsen-Gotha-Altenburg zurück. Das Amt Camburg gehörte zum „Eisenbergischen Kreis“ des Herzogtums. Der reichsunmittelbare Ort Freiroda kam nach dem Aussterben der Familie von Kreutzen im Jahr 1774 nach längeren Streitigkeiten über die Landeshoheit zwischen dem Kurfürstentum Sachsen und dem Herzogtum Sachsen-Gotha-Altenburg an letzteres, wodurch der Ort dem Amt Camburg zugeteilt wurde.
1825/26 kam es nach dem Aussterben der Linie Sachsen-Gotha-Altenburg zu einer Neuordnung der Ernestinischen Herzogtümer. Dabei wurde das Amt Camburg durch den Teilungsvertrag zu Hildburghausen dem Herzogtum Sachsen-Meiningen zugeteilt. Ihm wurden die 15 benachbarten Orte des nördlichen Kreisamts Eisenberg zugeteilt, welche durch das zu Sachsen-Weimar-Eisenach gehörige Amt Bürgel mit Tautenburg von Südteil des Kreisamts Eisenberg getrennt lagen. Der Südteil des Kreisamts Eisenberg wurde dem Herzogtum Sachsen-Altenburg zugeordnet.

### Nachfolger des Amts Camburg
Im Rahmen der Neuorganisation des Sachsen-Meininger Staatsgebietes wurden die bestehenden Ämter bis 1829 aufgelöst und Justiz und Verwaltung voneinander getrennt. Für das Amt Camburg wurden die Amtsgeschäfte in Verwaltungsangelegenheiten dem für die Exklave Camburg zuständigen „Verwaltungsamt Camburg“ und in Gerichtsaufgaben dem Stadt- und Landgericht Camburg übertragen. Das Verwaltungsamt und die beiden Gerichte blieben jedoch bis 1869 in Personalunion miteinander verbunden.
Im Zuge der strukturellen Neuordnung des Herzogtums Sachsen-Meiningen erfolgte 1870 die endgültige Trennung von Verwaltung und Justiz. Das Verwaltungsamt Camburg wurde in den 1868 errichteten Landkreis Saalfeld eingegliedert, behielt aber aufgrund seiner entfernten und territorial abgetrennten Lage Befugnisse der Selbstverwaltung. Die Rechtsprechung übernahm das Amtsgericht Camburg.
Nachdem durch Zusammenschluss der thüringischen Einzelstaaten im Jahr 1920 der neue Freistaat Thüringen gegründet worden war, kam es 1922 zu einer umfassenden Gebietsreform. Aus der nördlich von Jena gelegenen Exklave Camburg, die zum Landkreis Saalfeld von Sachsen-Meiningen gehört hatte, wurde die Kreisabteilung Camburg gebildet, die am 1. April 1939 in den benachbarten Landkreis Stadtroda eingegliedert wurde.
Bei der Gebietsreform von 1950 in der DDR wurde der Landkreis Stadtroda aufgelöst, wobei das Gebiet um Camburg an den Landkreis Jena kam. 1952 folgte eine weitere Gebietsreform, bei der das Land Thüringen sowie der Landkreis Jena aufgelöst wurden. Nachfolgekreise waren unter anderem die Kreise Jena-Land, Eisenberg und Stadtroda im Bezirk Gera und Naumburg im Bezirk Halle. Dadurch verlief durch das historische Camburger Amtsgebiet eine Bezirks- und Kreisgrenze.
Bei der Deutschen Wiedervereinigung 1990 wurden die Kreise des aufgelösten Bezirks Gera durch das Ländereinführungsgesetz dem wiedergegründeten Land Thüringen zugeteilt, die Kreise des Bezirks Halle jedoch dem Land Sachsen-Anhalt, wodurch das historische Gebiet des Amts Camburg heute zu beiden Bundesländern gehört.

## Zugehörige Orte
Städte
- Camburg

Amtsdörfer
| - Crauschwitz - Crölpa - Döbrichau - Döbritschen - Eckolstädt (seit Mitte des 15. Jh.) | - Freiroda - Kaatschen - Kleingestewitz - Kleinprießnitz - Leislau | - Löbschütz - Münchengosserstädt - Posewitz - Rodameuschel - Schieben | - Schinditz - Schleuskau - Schmiedehausen - Sieglitz - Stöben | - Tümpling - Tultewitz - Obergosserstedt (bis ca. 1632) - Weichau - Wichmar - Würchhausen | - Wonnitz - Zöthen |

Exklaven
- Oberneusulza
- Unterneusulza
- Vierzehnheiligen

Burgen und Schlösser
- Burg Camburg
- Schloss Tümpling
- Schieben (Rittergut)
- Kleingestewitz (Rittergut)
- Leislau (Rittergut)
- Münchengosserstädt (Rittergut)
- Posewitz (Rittergut)
- Schinditz (Rittergut)
- Stöben (Rittergut)
- Stöben Burg nicht lokalisiert
- Zöthen (Rittergut)
- Würchhausen eingeebnet
- Weinecke nur noch Grundmauern

Wüstungen
- Obergosserstädt (bei Münchengosserstädt) seit ca. 1632 Wüstung
- Warsenrode (bei Eckolstädt)
- Weinecke
- Behmitz
- Neschwitz bei Rödigen
- Steindorf bei Tultewitz
- Klinschau
- Quasitz
- Romlitz
- Bernsroda teilweise

### Orte des nördlichen Kreisamts Eisenberg, die 1826 zum Amt Camburg kamen
| - Aue - Boblas - Casekirchen - Cauerwitz - Graitschen (bei Camburg) | - Heiligenkreuz - Janisroda - Köckenitzsch - Molau - Neidschütz | - Prießnitz - Seidewitz - Seiselitz - Thierschneck - Utenbach |